# Mistrzostwa Świata w Biathlonie 1958
1. Mistrzostwa Świata w Biathlonie 1958 odbyły się w austriackiej miejscowości Saalfelden am Steinernen Meer. Zawodnicy startowali w dwóch konkurencjach: biegu indywidualnym mężczyzn na 20 km (za każde pudło kara wynosiła 2 minuty) i biegu drużynowym mężczyzn (suma 4 najlepszych czasów z każdej reprezentacji z biegu indywidualnego na 20 km).

## Wyniki

### Bieg indywidualny
| Pozycja | Zawodnik                    | Narodowość | Strzelanie | Wynik     |
| ------- | --------------------------- | ---------- | ---------- | --------- |
|         | Adolf Wiklund               | Szwecja    | 3          | 1:33:44,0 |
|         | Olle Gunneriusson           | Szwecja    | 3          | +29,0     |
|         | Wiktor Butakow              | ZSRR       | 6          | +1:02,0   |
| 4.      | Sture Ohlin                 | Szwecja    | 3          | +2:03,0   |
| 5.      | Arvid Nyberg                | Norwegia   | 7          | +3:10,0   |
| 6.      | Pentti Napari               | Finlandia  | 7          | +3:29,0   |
| 7.      | Walentin Pszenicyn          | ZSRR       | 7          | +3:30,0   |
| 8.      | Sven Nilsson                | Szwecja    | 6          | +6:30,0   |
| 9.      | Dmitrij Sokołow             | ZSRR       | 1          | +7:37,0   |
| 10.     | Aleksandr Gubin             | ZSRR       | 10         | +8:28,0   |
| 11.     | Stanisław Szczepaniak       | Polska     | ?          | +15:42,0  |
| 12.     | Asbjørn Bakken              | Norwegia   | 10         | +15:51,0  |
| 13.     | Hermann Mayr                | Austria    | ?          | +17:08,0  |
| 14.     | Stanisław Styrczula         | Polska     | ?          | +19:52,0  |
| 15.     | Stanisław Zięba             | Polska     | ?          | +21:22,0  |
| ...     |                             |            |            |           |
| 23.     | Stanisław Gąsienica-Sobczak | Polska     | ?          | +29:18,0  |

### Bieg drużynowy
| Pozycja | Zawodnicy                                                                             | Reprezentacja | Wynik   |
| ------- | ------------------------------------------------------------------------------------- | ------------- | ------- |
|         | Adolf Wiklund Olle Gunneriusson Sture Ohlin Sven Nilsson                              | Szwecja       | 6:23:58 |
|         | Wiktor Butakow Walentin Pszenicyn Dmitrij Sokołow Aleksandr Gubin                     | ZSRR          | 6:35:33 |
|         | Arvid Nyberg Asbjørn Bakken Knut Wold Rolf Gråtrud                                    | Norwegia      | 7:23:58 |
| 4.      | Stanisław Zięba Stanisław Styrczula Stanisław Szczepaniak Stanisław Gąsienica-Sobczak | Polska        | 7:40:20 |
| 5.      | Hermann Mayr Ernst Paul Fritz Krischan Heinz Härting                                  | Austria       | 8:00:28 |

## Klasyfikacja medalowa
| Miejsce | Państwo  |   |   |   | Razem |
| ------- | -------- | - | - | - | ----- |
| 1       | Szwecja  | 2 | 1 | 0 | 3     |
| 2       | ZSRR     | 0 | 1 | 1 | 2     |
| 3       | Norwegia | 0 | 0 | 1 | 1     |